# Lindenfels
Lindenfels este un oraș din landul Hessa, Germania.